# Dicentra
Dicentra es un género de unas 20 especies de plantas de flor herbáceas de la subfamilia Fumarioideae antigua familia Fumariaceae, nativas de Asia y Norteamérica.   

## Descripción
Son plantas vivaces que se cultivan con fines ornamentales por sus bellas flores colgantes. Las flores de la especie tipo Dicentra spectabilis tienen forma de corazón, hay numerosas variedades cultivadas. Estas plantas son plantas herbáceas y
Tienen preferencia por suelos ricos en humus, ligeros, húmedos, bien drenados y situación en media sombra. 
De noviembre a marzo las plantas no tienen flores.

## Especies
- Dicentra burmanica K.R.Stern
- Dicentra canadensis (Goldie) Walp. - (maíz de ardilla)
- Dicentra chrysantha (Hook. & Arn.) Walp.
- Dicentra cucullaria (L.) Bernh.
- Dicentra eximia (Ker-Gawl.) Torr.
- Dicentra formosa (Haw.) Walp. 
  - Dicentra formasa subsp. formosa
  - Dicentra formosa subsp. oregona
- Dicentra lachenaliaeflora Ledeb.
- Dicentra lichiangensis Fedde
- Dicentra macrocapnos D.Prain
- Dicentra nevadensis Eastw.
- Dicentra ochroleuca Engelm.
- Dicentra oregona Eastw.
- Dicentra pauciflora S. Wats.
- Dicentra paucinervia K.R.Stern
- Dicentra peregrina (Rudolphi) Makino
- Dicentra pusilla Siebold  &  Zucc.
- Dicentra roylei Hook.f.  &  Thomson
- Dicentra scandens Walp.
- Dicentra schneideri Fedde
- Dicentra spectabilis (L.) Lem. - (Corazón sangrante)
- Dicentra thalictrifolia Hook.f.  &  Thomson
- Dicentra torulosa Hook.f.  &  Thomson
- Dicentra uniflora Kellogg
- Dicentra ventii Khanh
- Dicentra wolfdietheri Fedde

- Datos: Q157857
- Multimedia: Dicentra / Q157857
- Especies: Dicentra